# Mooslargue
Mooslargue je občina v departmaju Haut-Rhin francoske regije Alzacija.
Leta 2012 je v občini živelo 437 oseb oz. 78 oseb/km².